# Karim Fegrouch
Karim Fegrouch, talvolta indicato come Fegrouche (in arabo كريم فكروش‎?; Kenitra, 14 febbraio 1982), è un ex calciatore marocchino, di ruolo portiere.

## Carriera
Ha iniziato la carriera in Marocco, giocando per anni nel Maghreb Fès e nel Wydad Casablanca.
All'età di 29 anni, nel 2011, ha aperto la sua prima parentesi all'estero in Grecia al PAS Giannina. Ha collezionato 9 presenze nella Souper Ligka Ellada 2011-2012, conclusa dalla squadra all'8º posto, e 29 nel campionato 2012-2013 che ha visto il PAS qualificarsi ai play-off per il titolo nazionale.
Nel 2013 si è trasferito a Cipro, all'AEL Limassol, dove ha ereditato la porta dall'argentino Matías Degra. Qui è rimasto per due stagioni, prima di tornare per un periodo a giocare in Marocco.
È poi rimasto per circa 8 mesi senza giocare, mesi durante i quali ha anche vissuto in Svezia, paese della moglie. Nell'agosto 2016 è stato annunciato come nuovo arrivo del Sirius, squadra militante nella seconda serie nazionale, con un accordo valido fino al termine del campionato che in Svezia finisce a novembre. Il Sirius si è classificato al 1º posto della Superettan 2016 conquistando così la promozione in Allsvenskan. Fegrouch tuttavia non è mai sceso in campo, dato che era terzo portiere dietro ai compagni di reparto Lukas Jonsson e Benny Lekström.
È stato terzo portiere del Sirius anche nel 2017, anno in cui ha iniziato a svolgere anche la mansione di allenatore dei portieri insieme a insieme a Claudio Leal. Dopo le prime due giornate dell'Allsvenskan 2018 invece si è ritrovato portiere titolare, vista la squalifica di Josh Wicks risultato positivo alla cocaina e l'inesperienza del giovane Gustav Nyberg. Fegrouch si è ritirato dal calcio giocato al termine del campionato 2018, in cui ha collezionato 11 presenze, tutte ottenute nella prima metà di stagione: nella seconda parte del torneo infatti è tornato in panchina, in concomitanza con il rientro di Lukas Jonsson dal prestito.